# Google ARCore
ARCore is een software development kit(SDK), ontworpen door Google, welke bedoeld is voor het Android besturingssysteem. Deze toolkit maakt het mogelijk, dat applicaties met gemengde werkelijkheid toegepast kunnen worden.
ARCore maakt gebruik van drie sleuteltechnologieën om virtuele werkelijkheid te integreren met de echte wereld, zoals deze te zien is via de camera van je telefoon:
- Met bewegingsregistratie kan de telefoon zijn positie ten opzichte van de omgeving begrijpen en volgen.
- Door de omgeving te begrijpen, kan de telefoon de grootte en locatie van vlakke horizontale oppervlakken zoals de vloer of een salontafel detecteren.
- Met het inschatten van licht kan de telefoon de huidige lichtomstandigheden van de omgeving schatten.